# شورن-این
شورن-این (به ژاپنی: 青蓮院 Shōren-in)، یک معبد یا پرستشگاه بودیسم در کیوتو در ژاپن است.
از این معبد به عنوان یکی از هشت زایباتسوی بزرگ (دارای قدرت اقتصادی) در دوره سنگوکو نام برده می‌شود.